# ユレル＝デュボア HD.31
ユレル＝デュボア HD.31
コヴェントリー空港で展示されるユレル＝デュボア HD.31 （1954年6月）
- 用途：旅客機
- 製造者：ユレル＝デュボア
- 初飛行：1953年12月29日
- 生産数：10機

ユレル＝デュボア HD.31（Hurel-Dubois HD.31、HD.32とHD.34）は、1950年代にモーリス・ユレル（Maurice Hurel）の高アスペクト比の主翼設計を用いたフランスの民間旅客機である。

## 歴史
ユレル＝デュボア HD.10実験機でのテストにより、この主翼の実用性に関するユレルのアイデアが実証され、フランス政府はこれと同じ原理を適用した中距離旅客機の試作機2機の製造を後援することに合意した。これら「HD.31」と「HD.32」はその特異な主翼以外はあらゆる面で保守的な設計の機体であり、この2機の差異はエンジンであったが後に同一のエンジンに換装され、元々の双垂直尾翼形式も後に大きな一枚垂直尾翼に変更された。この新しいエンジンと垂直尾翼を備えた機体は「HD.321.01」と「HD.321.02」と命名された。
エールフランスは当初24機をコミューター路線用に発注したが、これらは製造される前にキャンセルされた。

## 生産と運用
「全国地理学会」（IGN）から8機の発注を受けた。この機体の主翼は、空中撮影と空中観測作業に必要とされる長時間の滞空と低速飛行を可能としていた。広範囲にガラス張りとされた機首と引き込み式の前輪を備えたこれらは「HD.34」と命名され、1950年代末から1970年代半ばまでIGNにより運用された。「Association des Mécaniciens-Pilotes d'Aéronefs Anciens」で運用される飛行可能な機体が1機のみ現存する。

## 派生型

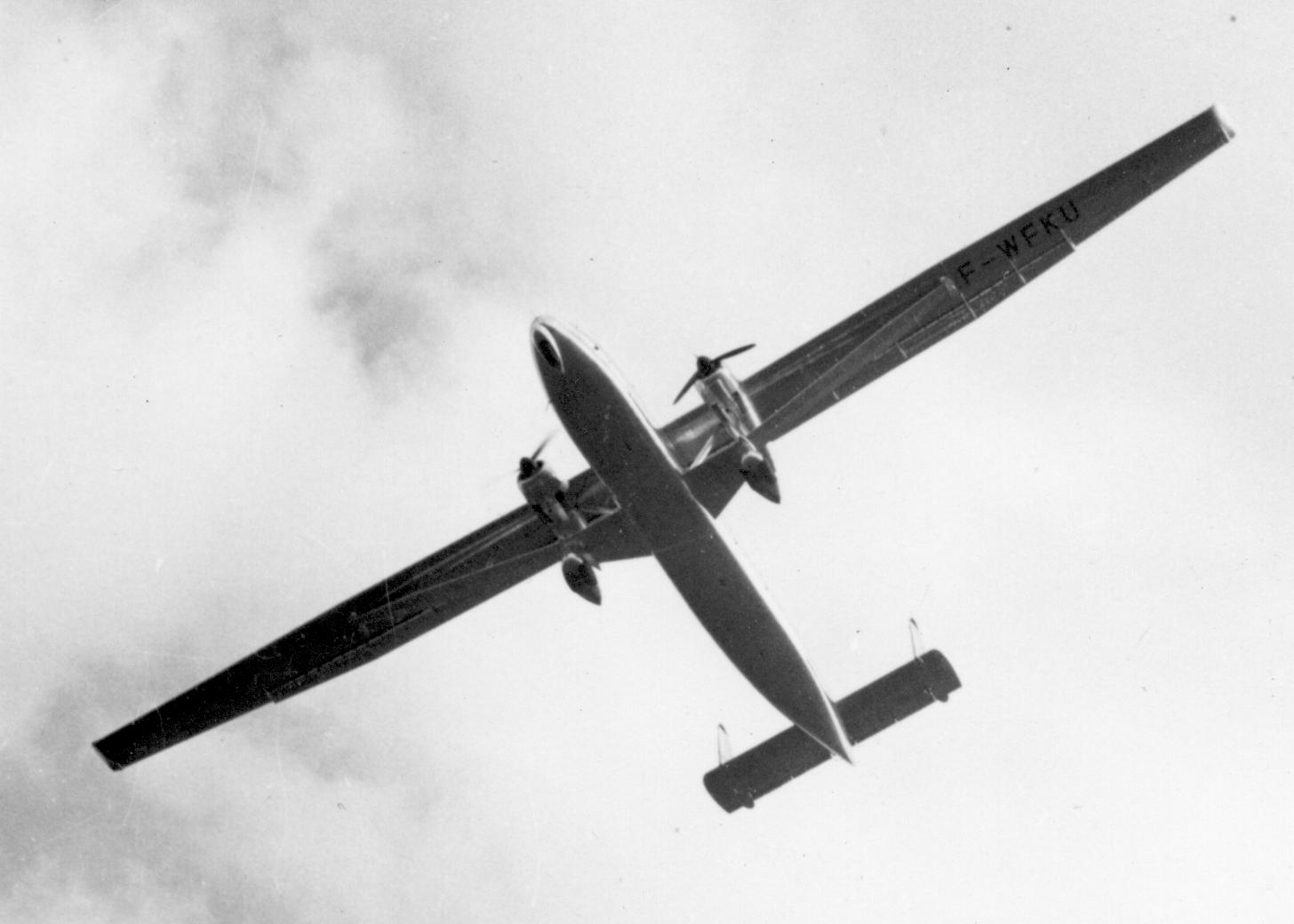
コヴェントリー空港で展示飛行するユレル＝デュボア HD.31 （1954年6月）

- HD.31 - ライト・サイクロン C7BA1 星型エンジンを装備した試作機（1機製造）
- HD.32 - プラット・アンド・ホイットニー R-1830 星型エンジンを装備した試作機（2機製造）
  - HD.321 - ライト・サイクロン 982 星型エンジンを装備、単垂直尾翼（双垂直尾翼のHD.32から単垂直尾翼へ変更して2機改装）
  - HD.324 - ロールス・ロイス ダートを装備したターボプロップエンジン版（製造されず）
- HD.33
  - HD.331 - 兵員輸送と救急搬送機向けに計画された軍用機版（製造されず）
- HD.34 - IGN向けの空中観測機版（8機製造）

## 要目
(HD.34)
- 乗員：5名
- 全長：23.57 m (77 ft 4 in)
- 全幅：45.30 m (148 ft 7 in)
- 全高：
- 翼面積：100.0 m2 (1,076 ft2)
- 空虚重量：12,300 kg (27,060 lb)
- 全備重量：18,600 kg (40,920 lb)
- エンジン：2 × ライト・サイクロン 982-C9-HE2、1,140 kW (1,525 hp)
- 最大速度：280 km/h (175 mph)
- 巡航高度：8,000 m (26,200 ft)
- 航続距離：2,200 km (1,375 miles)